# John Sedgwick

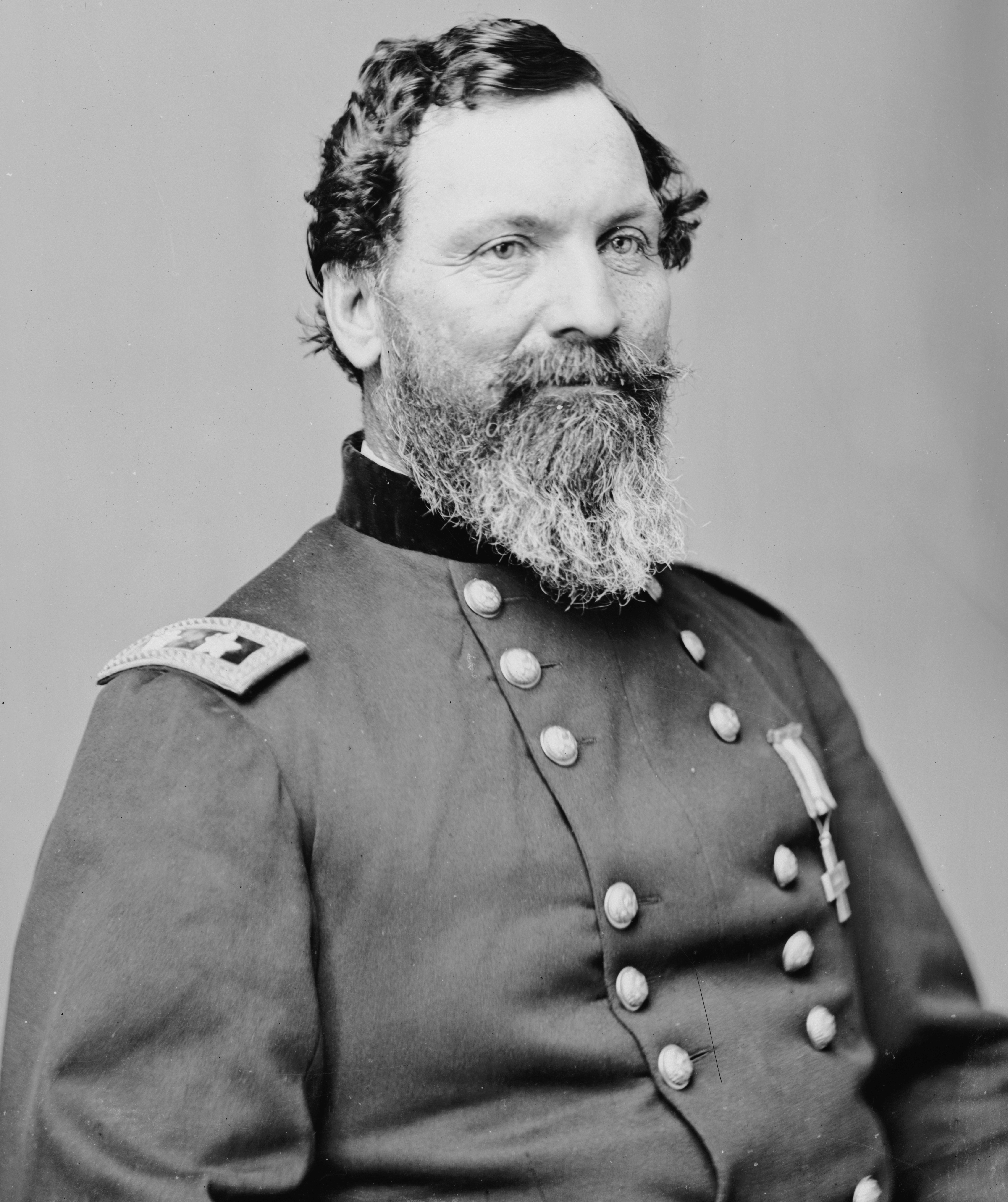
John Sedgwick.

John Sedgwick, född 13 september 1813 i Cornwall Hollow, Connecticut, död 9 maj 1864, var en amerikansk militär och general i nordstatsarmén under amerikanska inbördeskriget.
Sedgwick examinerades från militärakademin i West Point år 1837 tillsammans med Braxton Bragg, Jubal Anderson Early, Joseph Hooker och John C. Pemberton. Han deltog i kriget mot seminolindianerna och i mexikanska kriget. År 1861 blev han regementschef och utnämndes till brigadgeneral i frivilligtrupperna.
I slaget vid Glendale under Peninsulakampanjen sårades Sedgwick, liksom tre gånger vid slaget vid Antietam i september 1862. Då han delade soldaternas faror och månade om deras välbefinnande fick han smeknamnet "Papa John".
I slaget vid Spotsylvania i maj 1864 blev han skjuten av en skarpskytt och avled.